# Untereggen
Untereggen es una comuna suiza del cantón de San Galo, ubicada en el distrito de Rohrschach. Limita al norte con la comuna de Goldach, al este con Rorschacherberg, al sur con Eggersriet, y al oeste con San Galo y Mörschwil.
Pertenecen a la comuna las localidades de: Hinterhof, Mittlerhof, Vogtlüt y Vorderhof.

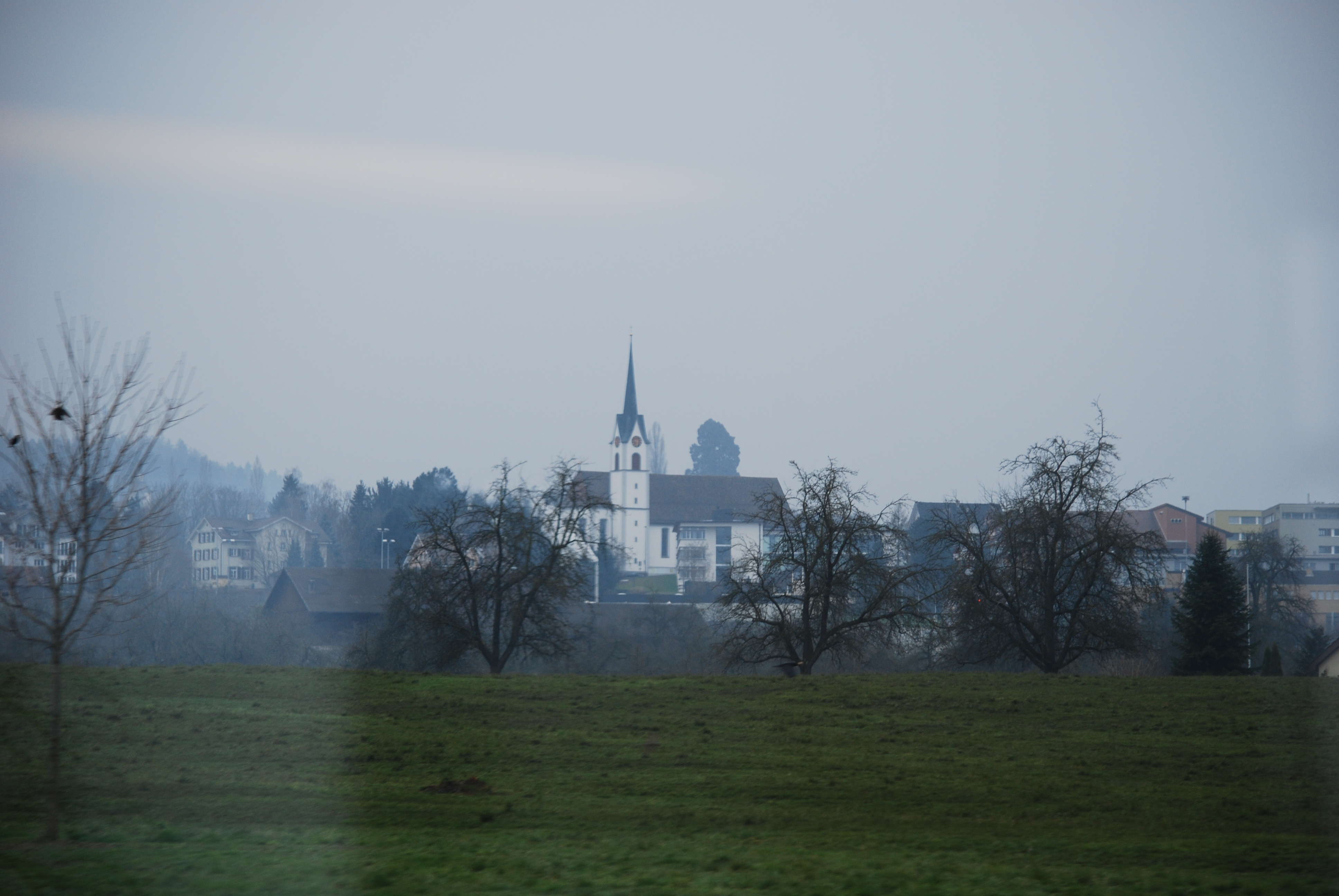
Untereggen